# Catalina de Hohenlohe-Waldenburg-Schillingsfürst
Catalina de Hohenlohe-Waldenburg-Schillingsfürst (en alemán: Katharina von Hohenlohe-Waldenburg-Schillingsfürst; Stuttgart, 19 de enero de 1817-Freiburg im Breisgau, 15 de febrero de 1893) fue un miembro de la Casa de Hohenlohe-Waldenburg-Schillingsfürst por nacimiento y un miembro de la Casa de Hohenzollern-Sigmaringen y princesa de Hohenzollern-Sigmaringen por matrimonio.

## Biografía
La princesa Catalina era la única hija del príncipe Carlos Alberto III de Hohenlohe-Waldenburg-Schillingsfürst (1776-1843) por su segundo matrimonio con la princesa Leopoldina de Fürstenberg (1791-1844). Después de la separación de sus padres, ella vivió con su madre en Donaueschingen.
En 1838 contrajo matrimonio con Franz Erwin, Graf von Ingelheim; el matrimonio no tuvo hijos. Después de la muerte de su primer marido, contrajo matrimonio en 1848 con el príncipe Carlos de Hohenzollern-Sigmaringen como su segunda esposa. Carlos era viudo de María Antonieta Murat, sobrina de Joaquín Murat, rey de las Dos Sicilias, con quien tenía cuatro hijos. Este matrimonio tampoco tuvo hijos.
Después de la muerte de Carlos, Catalina entró al convento de Sant'Ambrogio della Massima como novicia. Sin embargo, hizo una denuncia formal del convento a las autoridades católicas, huyendo del convento con miedo por su vida después de que las monjas intentaran envenenarla.

## Títulos y tratamientos
| ● 19 de enero de 1817-8 de mayo de 1838:     | Su alteza serenísima la princesa Catalina de Hohenlohe-Waldenburg-Schillingsfürst |
| ● 8 de mayo de 1838-14 de marzo de 1848:     | Su alteza serenísima la princesa Catalina, condesa Erwin von Ingelheim            |
| ● 14 de marzo de 1848-11 de marzo de 1853:   | Su alteza serenísima la princesa de Hohenzollern-Sigmaringen                      |
| ● 11 de marzo de 1853-15 de febrero de 1893: | Su alteza serenísima la princesa viuda de Hohenzollern-Sigmaringen                |